# آندریاس باوزواین

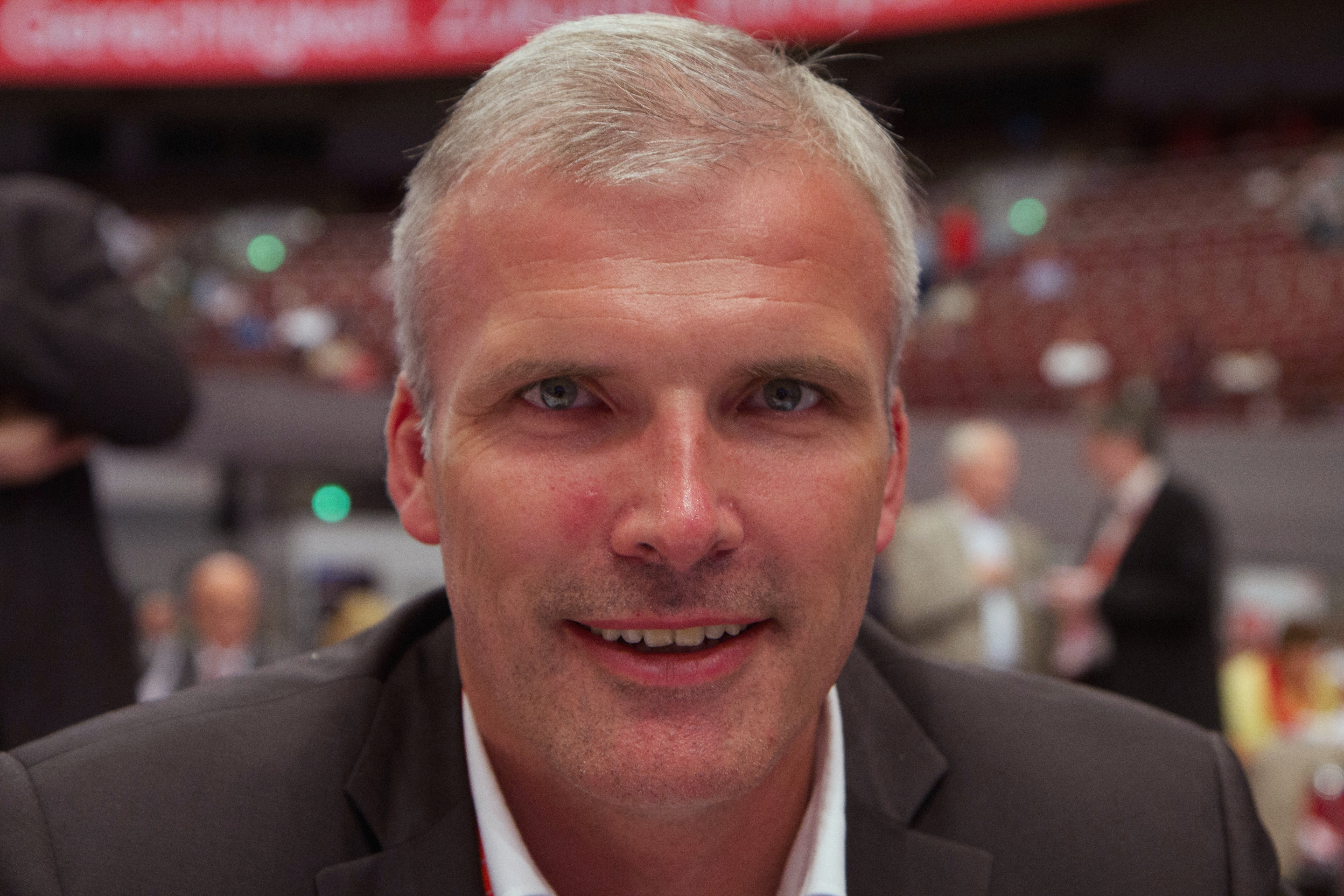
آندریاس باوزواین

آندریاس باوزواین (آلمانی: Andreas Bausewein) یک سیاست‌مدار اهل آلمان بود. 